# 荻田和秀
荻田 和秀（おぎた かずひで、1966年〈昭和41年〉 - ）は、日本の医師。漫画・テレビドラマ『コウノドリ』の主人公のモデルの産科救命救急医として知られる。りんくう総合医療センター産婦人科部長。

## 略歴
大阪府出身。大阪教育大学附属高等学校平野校舎卒業。1992年（平成4年）香川医科大学（現・香川大学医学部）卒業。
大阪警察病院、大阪府立母子保健総合医療センターなどに務め、2004年に大阪大学大学院医学系研究科を修了（医学博士）、大阪大学医学部産婦人科の助手に。2011年から大阪府泉佐野市立泉佐野病院（現・りんくう総合医療センター）の産婦人科部長。現在、泉州広域母子医療センター長を兼務。

## 人物
産科医への進路を産科医の父から反対されていたこともあり、当初脳外科をサブスペシャリティ（専門）とする救急医となることを考えていた。だが、臨床実習で周産期の現場を見たことで使命感を覚え、周産期の道に入る。
高齢出産や早産、切迫流産や病気など高いリスクを抱えた母子を数多く救命しており、大阪大学医学部附属病院の産科チーフを務めたり、1日24時間に12人の赤ちゃんを取り上げたりしたこともあるほど豊富な経験を持つが、産科医の宿命でもある分娩（出産）時の不慮の母体死亡を経験したショックが大きく、産科医をやめたいと何度も思った。しかし、「ドM」と表現する性格に加え、何よりも「やっぱり赤ちゃんが産まれた時の喜びが大きいから」産科医を続けている。
出産を担当した一人が漫画家鈴ノ木ユウの妻だったことから、鈴ノ木の漫画『コウノドリ』の主人公「鴻鳥サクラ」のモデルとなっている（医療機関名は「聖ペルソナ総合医療センター」）。幼少4歳でピアノを習い始め、『コウノドリ』の鴻鳥の通り医師ジャズピアニストであり、3ケ月に1回ジャズライブも開いている。

## 出演
- 日本放送協会（NHK）テレビ『プロフェッショナル 仕事の流儀』（2016年5月30日）[6]

## 著書
- 『妊娠出産ホンマの話 嫁ハンの体とダンナの心得』（講談社+α文庫、2017年）
- 『はじめての妊娠・出産ガイド』（講談社、2020年）監修